# رمزی (ایندیانا)
رمزی (به انگلیسی: Ramsey) یک منطقهٔ مسکونی در ایالات متحده آمریکا است که در شهرستان هریسون، ایندیانا واقع شده‌است. رمزی ۲۱۴٫۸۹ متر بالاتر از سطح دریا واقع شده‌است.